# Blauwknobbelhokko
De blauwknobbelhokko (Crax alberti) is een vogel uit de familie sjakohoenders en hokko's (Cracidae). Het is een ernstig bedreigde vogelsoort die thuishoort in het regenwoud. De wetenschappelijke naam van de soort is voor het eerst geldig gepubliceerd in 1852 door Fraser.

## Kenmerken
De vogel is 82 tot 92 cm lang. Het is de enige soort hokko met eenblauwe washuid en een lellen.

## Voorkomen
De soort is  endemisch in noordelijk Colombia. Het leefgebied bestaat uit vochtig, onaangetast regenwoud onder de 1.200 meter (meestal 600 meter) boven de zeespiegel.

## Beschermingsstatus
De blauwknobbelhokko heeft een klein verspreidingsgebied en daardoor is de kans op uitsterven aanwezig. De grootte van de populatie werd in 2010 door BirdLife International geschat op 150 tot 700 volwassen individuen en het populatie-aantal neemt af. Het leefgebied wordt ontbost en omgezet in land voor agrarisch gebruik zoals katoenteelt en de teelt van illegale drugs (coca). Daarnaast is er jacht en neemt de bevolkingsdruk toe. Om deze redenen staat deze soort als ernstig bedreigd (kritiek) op de Rode Lijst van de IUCN.